# Pholcobates flagelliformis
Pholcobates flagelliformis är en fjärilsart som beskrevs av Edward Meyrick 1931. Pholcobates flagelliformis ingår i släktet Pholcobates och familjen plattmalar. Inga underarter finns listade i Catalogue of Life.